# ماجد المدني
ماجد بن أحمد المدني، (وُلِد في 1 يناير 1988 بِالمدينة المنورة، السعودية)، مُغنٍ سعودي، ولاعب جودو مُحترف.

## سيرته
وُلِد ماجد بِالمدينة المنورة في نهاية عقد الثمانينات مِن القرن العشرين، ونشأ في عائلة فنيَّة فهو ابن المُلحن السعودي أحمد المدني وأخ المُغني فارس المدني.
احترف رياضة الجُودُو فبرع بِها وحاز على العديد من الميداليات والكؤوس التقديرية، كما وحصل على عدة ألقاب وبطولات مِثل بطل الخليج وبطل العرب وبطل غرب آسيا.
في عام 2013 ظهر كضيف شرف بِبرنامج عرب آيدل في موسمه الثاني، وغنى فيه مع أخيه فارس المدني ، عندئذٍ طلبت منه لجنة البرنامج المُشاركة فيه بالموسم القادم.
وفي عام 2014 سافر إلى دولة الإمارات أثناء تواجد لجنة التحكيم بها حتى يُشارك بِأداء التجارب، ونجح في ذلك فتأهل وقبل في البرنامج، فسافر إلى بيروت مع جملة المُشتركين وهُناك تأهل إلى نهائيات عرب آيدل في موسمه الثالث مع حازم شريف وهيثم خلايلي، وفاز حازم شريف باللقب في نهاية الأمر.